# Йорцайт
Йо́рцайт (идиш יאָרצײַט‎, от йор — «год» и цайт — «время») — принятый в иудаизме день поминовения умершего в годовщину его смерти по еврейскому календарю. Обычай сопровождается особыми траурными и религиозными практиками.

## Статус
Обычай отмечать йорцайт родных имеет давнюю традицию, и, хотя он не предписан галахой как обязательный, связанные с ним обряды подробно рассматриваются в «Шулхан арухе» и других раввинистических трудах.

## Традиции
В день йорцайта принято:
- зажигать специальную траурную свечу (нер нешама), которая горит в течение 24 часов;
- посещать могилу умершего и читать там молитвы;
- произносить молитву «Кадиш йатом» (это делает сын умершего или любой другой, отмечающий его йорцайт);
- делать благотворительные пожертвования (цдака).

В день йорцайта запрещается веселье и развлекательные мероприятия. Некоторые отмечают йорцайт постом с рассвета до заката.